# Jochen Proehl
Jochen Proehl (* 1958 in Lübeck) ist ein zeitgenössischer deutscher Künstler, der in Berlin und in Istanbul (TR) lebt und arbeitet.

## Werdegang
Jochen Proehl verbrachte seine Kindheit und Jugend in Istanbul. Von 1982 bis 1988 studierte er an der HdK Berlin (heute: UdK) Malerei bei Klaus Fußmann. Zwischen 1996 und 2001 hatte er Lehraufträge und eine Professur-Vertretung an der Muthesius-Kunsthochschule (Kiel) sowie an der Christian-Albrechts-Universität (Kiel). Ab 2003 setzte er seine künstlerische Lehrtätigkeit in der Türkei fort. Er lehrte an der Marmara-Universität, der Technischen Yıldız-Universität, der Okan-Universität und der Işık-Universität sowie in Izmir an der Ege-Universität. Von 2013 bis 2016 war er Gründungskurator der BAUART-Galerie und Direktor der Kunstbrücke Istanbul-Berlin an der Bahçesehir-Universität Istanbul. Seit 2017 ist er deren Künstlerischer Direktor. Seit 2013 lehrt er an der Fakultät für Kommunikation derselben Universität.

## Werk
Die zwischen Abstraktion und Gegenständlichkeit pendelnden Werke von Jochen Proehl lassen sich in drei Gruppen gliedern. Zunächst sind da die Landschaften, bei denen er sich auf Spuren menschlichen Eingriffs in das Erdreich bezieht. Das können Baggerspuren sein, Erdmassen auf Abraumhalden oder nur der Abdruck einer Schaufel im Sand. Dabei geht es vor allem auch um die kulturgeschichtlichen Konnotationen dieses Themenkomplexes. Dann stilllebenhafte Arbeiten der „In-Situ“-Serie, deren Ausgangspunkt Fundsituationen bei archäologischen Ausgrabungen sind. Schließlich kommen die „Urbanen Anatomien“ dazu. Bei Letzteren macht Jochen Proehl urbane und architektonische Strukturen zur Grundlage seiner Bildfindungen. 
Den Arbeiten liegen zwar Beobachtungen an konkreten Landschaften, Formen und Objekten zu Grunde, doch verzichtet er auf alle Realitätshinweise, wie Mensch, Vegetation oder topografische Details. Vielmehr bedeutet Bildlichkeit für ihn in vor allem die Organisation von Pinselduktus und Schraffur auf der Oberfläche. So entstehen vom Blick unabhängige, allgemeingültige Räume und Konstellationen, die die unveränderliche Anatomie des Ausgangs-Motivs widerspiegeln. 
Parallel zu Malerei und Zeichnung arbeitet Jochen Proehl mit einer Camera Obscura. Hier verwendet er zum Teil Landschaftsmodelle aus Sand und Erde, die er zuvor selbst anfertigt. Auch bei diesen Arbeiten geht es ihm um eine Anonymisierung und Verallgemeinerung von Landschaft.

## Ausstellungen (Auswahl)

### Einzelausstellungen
- 2020: Urban Anatomies, C.A.M. Galeri, Istanbul
- 2019: The Past of a Future, Kunsthalle Dresden
- 2019: Biriktirilmiş Zaman (Akkumulierte Zeit), Mysia Fotoğraf Müzesi, Nilüfer, Bursa / Türkei
- 2016: Ripped Landscape, Galerie Michael Schultz, Berlin
- 2012: UNEARTHED – Istanbul without Istanbul, Galerie CDA Projects, Istanbul
- 2011: Zeichen und Spur: Schichtungen [Istanbul] – Malerei und Photographie, Galerie Seitz & Partner, Berlin
- 2010: Anatomie der Landschaft I Anatomy of Landscape, Galerie Seitz & Partner, Berlin
- 2008: Berlin – İstanbul I İstanbul – Berlin, Galerie Seitz & Partner, Berlin
- 2006: yeralaltı – yerüstü I über der erde – unter der erde, Städtische Galerie im Schloss Borbeck, Essen

### Gruppenausstellungen (Auswahl)
- 2019: Geçiş – Transition, Eldem Sanat Alanı (Eldem Art Space), Eskişehir / Türkei
- 2019: Der Ritt durch die Ewigkeit, Hotel Mond, Berlin
- 2019: Final Painting Now, Galerie Michael Schultz, Berlin
- 2018: Zamanın Ötesinde / Jenseits der Zeit, Galata Rum Okulu, Istanbul
- 2018: Painted Images, Sanatorium Gallery, Istanbul
- 2018: Distortion, Milli Reasürans Sanat Galerisi, Istanbul
- 2017: Autumn Leaves, Galerie Michael Schultz, Berlin
- 2017: „...objektiv...“, Einblicke in die Kunstsammlungen der Sparkassenstiftung Schleswig-Holstein, Kiel
- 2015: Transform Galerie Seitz & Partner, Berlin
- 2015: YARALARIMIZ, TÜRKÜLERİMİZ (unsere Wunden, unsere Lieder), Galerie Art On, Istanbul
- 2014: TECHNICAL ECSTASY, KUAD Gallery, Istanbul
- 2014: „...entgrenzt...“, Einblicke in die Kunstsammlungen der Sparkassenstiftung Schleswig-Holstein, Kiel

## Presse (Auswahl)
- Bettina Paust und Jochen Proehl: Jochen Proehl. Zeichnungen.
- Bernd Brandes-Druba und Gabriele Bremer: Jochen Proehl. Organlandschaften. Ars Borealis. Kiel 2005
- Jochen Proehl und Martin Westphal: Grabungen. Rendsburg 1996
- Hubertus von Amelunxen, Yesim Demir und Jochen Proehl: Unearthed. D-GB-TR, Istanbul 2012